# ザ・ストーム
『ザ・ストーム』は宝塚歌劇団で上演された舞台作品。
星組公演。宝塚公演での併演作品は『エーゲ海のブルース』、東京公演と地方公演は『アルジェの男』。

## 概要
※『宝塚歌劇100年史（舞台編）』の152ページを参照
"嵐"と"激情"の二つの意味で構成されたショー作品。中詰めの"風に吹かれて"は、後に再演されたダンスシーン。

## 公演期間と公演場所
- 1982年6月25日 - 8月10日　宝塚大劇場
- 1983年11月2日 - 11月28日東京宝塚劇場
- 1984年9月8日 - 9月30日　地方公演（9月8日・豊田、9月9日・静岡、9月10日・横浜、9月11日・越ヶ谷、9月13日・町田、9月14日・掛川、9月15日・美濃加茂、9月16日・安城、9月18日・甲府、9月19日・昭島、9月21日・金沢、9月22日・鯖江、9月23日・敦賀、9月24日・一宮、9月26日・花巻、9月27日・仙台、9月28日・宇都宮、9月30日・尾張旭）

## 宝塚大劇場公演のデータ
形式名は「グランド・ショー」。12場。

## 主な楽曲
- ストーミー・ラブ
- ミスター・ストーム・恋泥棒

## スタッフ（宝塚大劇場）
- 作・演出：横澤英雄
- 作曲・編曲：中元清純、高井良純
- 編曲：小高根凡平、鞍富真一
- 音楽指揮：溝口堯
- 振付：喜多弘、羽山紀代美、朱里みさを、名倉加代子
- 装置：石浜日出雄、関谷敏昭
- 衣装：静間潮太郎
- 照明：今井直次
- 音響：松永浩志
- 小道具：万波一重
- 効果：川ノ上智洋
- 演出助手：小池修一郎、石田昌也
- 制作：久国高